# The Press Gang (film 1913)
The Press Gang è un cortometraggio muto del 1913 diretto da Dell Henderson.

## Produzione
Il film fu prodotto dalla Biograph Company.

## Distribuzione
Distribuito dalla General Film Company, il film - un cortometraggio di 168,55 metri - uscì nelle sale cinematografiche USA il 10 febbraio 1913. Nelle proiezioni, veniva programmato con il sistema dello split reel, accorpato in un'unica bobina con un altro cortometraggio prodotto dalla Biograph, la commedia Oh, What a Boob!.
La Moving Pictures Sales Agency distribuì nel Regno Unito il film il 10 aprile 1913.
Non si conoscono copie ancora esistenti della pellicola che viene considerata presumibilmente perduta.